# Nástrahy lékařské péče
Nástrahy lékařské péče (v anglickém originále Samaritan Snare) je v pořadí sedmnáctá epizoda druhé sezóny seriálu Star Trek: Nová generace.

## Příběh
USS Enterprise D se setká s lodí poněkud podivných mimozemšťanů. Říkají si Pakledové a žádají o pomoc s opravou své poškozené lodi. Vzhledem k tomu, jaké vzorce chování vykazují, se posádka Enterprise podivuje, že byli vůbec schopni postavit vesmírnou loď. Přestože Deanna Troi z nich pociťuje lstivost, je k nim nakonec vyslán Geordi La Forge, aby se pokusil jejich problém vyřešit.
Mezitím letí kapitán Picard raketoplánem na hvězdnou základnu, protože potřebuje operaci: Jeho umělé srdce začíná vypovídat službu a musí být vyměněno. Odmítne, aby ho operovala lodní lékařka Katherine Pulaská, protože nechce, aby se o jeho umělém srdci a příběhu, který se k němu váže, dozvěděla posádka. Ona ho alespoň přesvědčí, aby se tedy nechal operovat na hvězdné základně. Picarda doprovází ještě Wesley Crusher, který se na stejném místě má podrobit v rámci svých studií zkouškám Hvězdné flotily. Během cesty se rozvíjí jejich vzájemný vztah, kapitán mu poví něco o své minulosti a odkáže Wesleyho na klasickou literaturu od Williama Jamese.
La Forge na pakledské lodi zjistí, že Pakledové jsou sice technicky nevyspělí, ale jinak dobře ozbrojení, a ne tedy až tak úplně bezbranní, jak se původně jevili. Jejich postup s počívá v tom, že schválně zveličují svou nouzi a bezmoc, aby přilákali důvěřivce a pak od nich získali pomocí překvapivého útoku nebo únosu jejich pokročilé technologie a znalosti. Činí tak rovněž předstíráním špatné úrovně svého jazyka, kdy často opakují fráze typu „My hledáme věci!“ nebo „My jsme elegantní, my jsme silní!“ Tuto lest použijí i na La Forge v naději, že jim dopomůže k více zbraním.
Mezitím se Picardova operace zrovna dvakrát nedaří a začíná umírat. Doktoři proto volají doktorku Pulaskou, protože potřebují její pomoc.
Na Enterprise komandér Riker a Worf skrytě dohodnou při komunikaci s La Forgem spiknutí, aby přesvědčil Pakledy, že na jejich loď nemají. Plán zafungoval a Pakledové La Forge propustili. Poté se Enterprise rychle přemístila na hvězdnou základnu, aby mohla doktorka Pulaská zachránit kapitánův život.

## Zajímavosti
- Události druhé příběhové linie, kde Picard popisuje, jak přišel o své pravé srdce, jsou později rozvedeny v epizodě šesté sezóny „Tapiserie“, kde mu Q ukáže, jak by se jeho život odvíjel, kdyby se ono střetnutí, ve kterém o srdce přišel, nikdy neudálo.